# Merenius concolor
Merenius concolor är en spindelart som beskrevs av Lodovico di Caporiacco 1947. Merenius concolor ingår i släktet Merenius och familjen flinkspindlar.
Artens utbredningsområde är Tanzania. Inga underarter finns listade i Catalogue of Life.